# Míres
Míres (grec moderne : Μοίρες, katharévousa : αἱ Μοῖραι, he Mîre, « les Moires ») est une localité grecque située au sud de la Crète dans le dème de Phaistos. On y trouve une église et des fontaines vénitiennes. Chaque samedi se tient un grand marché dans la rue principale

## Histoire
Selon une version, la ville aurait été créée à l'époque vénitienne par des réfugiés du Péloponnèse venus de Nauplie et de Monemvasia.

## Démographie
| Année      | 1900 | 1928 | 1940 | 1951 | 1961 | 1971 | 1981 | 1991 | 2001 | 2011 |
| ---------- | ---- | ---- | ---- | ---- | ---- | ---- | ---- | ---- | ---- | ---- |
| Population | 240  | 553  | 1093 | 1674 | 2195 | 1948 | 3501 | 4571 | 5883 | 6305 |